# Liste der Kulturdenkmäler in Ellerstadt
In der Liste der Kulturdenkmäler in Ellerstadt sind alle Kulturdenkmäler der rheinland-pfälzischen Ortsgemeinde Ellerstadt aufgeführt. Grundlage ist die Denkmalliste des Landes Rheinland-Pfalz (Stand: 19. Dezember 2024).

## Einzeldenkmäler
| Bezeichnung                  | Lage                                       | Baujahr                             | Beschreibung | Bild                           |
| ---------------------------- | ------------------------------------------ | ----------------------------------- | --- | ------------------------------ |
| Kriegerdenkmal               | Bahnstraße, Ecke Erpolzheimer Straße Lage  | 1936                                | Kriegerdenkmal 1914/18 und 1939/45, monumentale Gruppe, 1936 von Franz Lind, Freinsheim, nach 1945 erweitert | Fotos hochladen                |
| Wohnhaus                     | Bahnstraße 33 Lage                         | 1768                                | spätbarocker Putzbau, 1768, Erweiterung 1791, Mezzanin 1860, Hofmauer 18. Jahrhundert; straßenbildprägend | Fotos hochladen                |
| Umspannwerk                  | Bahnstraße 84 Lage                         | um 1913                             | ehemaliges Umspannwerk der Rhein-Haardt-Bahn, um 1913, Typenbau neuklassizistischer Grundhaltung | BW                             |
| Friedhofsmauer und Grabmäler | Erpolzheimer Straße, auf dem Friedhof Lage | ab 1822                             | Friedhof 1821 angelegt, 1861, 1923 und später erweitert; Umfassungsmauer 1822, 1861 und 1923; Grabmäler: Familie H. Fitz, Ädikula, um 1875; Familie J. Weilbrenner, Stele mit Jugendstilreliefs, um 1905 von N. Berlejung, Ludwigshafen                                             | Fotos hochladen                |
| Hofanlage                    | Fließstraße 3 Lage                         | 1905                                | Dreiseithof; zweieinhalbgeschossiger sandsteingegliederter Ziegelbau, eineinhalbgeschossiger Altenteil, Hoftor bezeichnet 1905, Nebengebäude, Sandsteinquaderbauten | Fotos hochladen                |
| Wohnhaus                     | Fließstraße 11 Lage                        | 1747                                | spätbarocker Walmdachbau, teilweise Fachwerk, bezeichnet 1747 | Fotos hochladen                |
| Hofanlage                    | Fließstraße 58 Lage                        | zweite Hälfte des 18. Jahrhunderts  | spätbarocker Hakenhof, zweite Hälfte des 18. Jahrhunderts, 1843 modernisiert, um 1900 zum Dreiseithof erweitert; eingeschossiger Putzbau, teilweise Fachwerk, mit zwei ausgebauten Dachgeschossen, bezeichnet 1843, Vorbehalt um 1900, Scheune, teilweise Fachwerk, 18. Jahrhundert | Fotos hochladen                |
| Protestantische Pfarrkirche  | Kirchenstraße 28 Lage                      | erstes Drittel des 16. Jahrhunderts | Glockenturm, erstes Drittel des 16. Jahrhunderts, neuromanischer Zentralbau, Gelbsandsteinquader, 1893/94, Architekt Wilhelm Manchot, Mannheim | weitere Bilder Fotos hochladen |
| Kriegerdenkmal               | Kirchenstraße, bei Nr. 28 Lage             | 1899                                | Kriegerdenkmal 1849, 1866 und 1870/71, Granit, Reichsadler, 1899 | BW                             |
| Rat- und Schulhaus           | Ratsstraße 1 Lage                          | 1838                                | ehemaliges Rat- und Schulhaus; sandsteingegliederter Putzbau, Architekt eventuell Friedrich von Gärtner, bezeichnet 1838 und 1545 (wohl von einem Vorgängerbau); straßenbildprägend                                                                                                 | Fotos hochladen                |